# Jana Franziska Poll
Jana Franziska Poll (Meppen, 7 maggio 1988) è una pallavolista tedesca, schiacciatrice del PTSV Aachen.

## Carriera

### Club
La carriera di Jana Franziska Poll inizia nelle giovanili del Meppen; nella stagione 2005-06 viene ingaggiata dall'Emlichheim, nella 2. Bundesliga, dove milita per tre annate. Esordisce in 1. Bundesliga nella stagione 2008-09, ingaggiata dall'Alemannia, nel quale milita per quattro annate.
Nella stagione 2012-13 si trasferisce al Vilsbiburg, altro club della massima divisione tedesca. Nel campionato successivo veste la maglia dello Schweriner, dove disputa due stagioni.
Dopo una stagione nel Fischbek di Amburgo, sempre in 1. Bundesliga, si trasferisce in Grecia nell'annata 2016-17, ingaggiata dal Panathīnaïkos, in A1 Ethnikī, mentre nell'annata successiva passa all'Olympiakos, sempre nella rinominata Volley League, con cui vince la Coppa di Grecia, la Challenge Cup e lo scudetto.
Nella stagione 2018-19 ritorna in patria, tesserata dal MTV Stoccarda, in 1. Bundesliga, vincendo il campionato; passa quindi al PTSV Aachen per l'annata seguente ma, a causa di problemi finanziari della formazione di Aquisgrana, alla fine di agosto 2019, prima dell'inizio della stagione agonistica, rescinde il contratto con il club accordandosi quindi con il club italiano della VolAlto Caserta, neopromossa in Serie A1; alla fine di gennaio 2020, però, lascia la squadra campana per unirsi al San Casciano, sempre nel massimo campionato italiano.
Nell'annata 2020-21 rientra in Germania per accasarsi al PTSV Aachen, in 1. Bundesliga.

### Nazionale
Nel 2013 ottiene le prime convocazioni nella nazionale tedesca, vincendo la medaglia d'argento al campionato europeo 2013; l'anno successivo si aggiudica l'argento all'European League 2014.

## Palmarès

### Club
- Campionato greco: 1

2017-18
- Campionato tedesco: 1

2018-19
- Coppa di Grecia: 1

2017-18
- Challenge Cup: 1

2017-18

### Nazionale (competizioni minori)
- European League 2014